# Tratado de Londres (1871)
El Tratado de Londres de 1871 fue un tratado internacional firmado el 13 de marzo de 1871 por Alemania, Austria, el Imperio Otomano, el Reino Unido, Francia, Rusia e Italia.
El ministro de Asuntos Exteriores del Imperio ruso, Aleksandr Gorchakov, denunció el 31 de octubre de 1870 las cláusulas del Mar Negro del Tratado de París (1856), una medida adoptada después de que Francia fuera derrotada por Prusia e instigada por el conde Bismarck para asegurar la neutralidad rusa en la guerra con Francia.

## Tratado de París de 1856, artículos 11-14 (Mar Negro)
Art. XI. Neutralización. El Mar Negro queda neutralizado: sus aguas y puertos, abiertos a la marina mercante de todas las naciones, quedan formalmente y a perpetuidad prohibidos a la bandera de guerra, ya sea de las Potencias que poseen sus costas o de cualquier otra Potencia, con las excepciones mencionadas en los Artículos XIV y XIX del presente Tratado.

Art. XII. Libertad de navegación. (...)
Art. XIII. Arsenales. Neutralizado el Mar Negro según lo dispuesto en el Artículo XI, el mantenimiento o establecimiento en sus costas de arsenales marítimo-militares resulta innecesario y sin propósito; en consecuencia, Su Majestad el Emperador de todas las Rusias y Su Majestad Imperial el Sultán se comprometen a no establecer ni mantener en dichas costas ningún arsenal marítimo-militar.

Art. XIV. Buques ligeros. Sus Majestades el Emperador de todas las Rusias y el Sultán, habiendo celebrado una Convención para determinar la fuerza y el número de buques ligeros necesarios para el servicio de sus costas, que se reservan el derecho de mantener en el Mar Negro, dicha Convención se anexa al presente Tratado y tendrá la misma fuerza y validez que si formara parte integrante del mismo. No podrá ser anulada ni modificada sin el consentimiento de las Potencias firmantes del presente Tratado.

Rusia, instigada por Prusia, basó su decisión en la Clausula rebus sic stantibus, mientras que Francia, uno de los estados firmantes, había sido derrotada por Prusia.
La abolición de estos artículos por parte de Rusia es interpretada por estudiosos del derecho internacional como James Brown Scott, como una violación del artículo XIV del Tratado, contradiciendo un principio esencial del derecho de gentes de que ninguna potencia puede liberarse de los compromisos de un tratado, ni modificar las estipulaciones del mismo, excepto como resultado del consentimiento de las partes contratantes, mediante un entendimiento amistoso.
Por otro lado, Mathew Smith Anderson calificó la desmilitarización del Mar Negro como «extremadamente dura y sin precedentes. No fue hasta las restricciones aún más estrictas impuestas a Alemania en 1919 que un Estado se vio obligado a someterse a una limitación tan obvia y flagrante de su libertad de acción militar».

## Tratado de Londres de 1871
Art. I. Los Artículos XI, XIII y XIV del Tratado de París del 30 de marzo de 1856, así como la Convención especial celebrada entre Rusia y la Sublime Puerta, anexa a dicho Artículo XIV, quedan derogados y sustituidos por el siguiente Artículo. Art. II. Se mantiene el principio del cierre de los estrechos de los Dardanelos y del Bósforo, tal como se estableció en la Convención independiente del 30 de marzo de 1856, con la facultad de Su Majestad Imperial el Sultán de abrir dichos estrechos en tiempo de paz a los buques de guerra de potencias amigas y aliadas, en caso de que la Sublime Puerta lo considere necesario para asegurar la ejecución de las estipulaciones del Tratado de París del 30 de marzo de 1856.

## Tratado de Berlín de 1878
Art. LXIII. El Tratado de París del 30 de marzo de 1856, así como el Tratado de Londres del 13 de marzo de 1871, se mantienen en todas sus disposiciones que no sean derogadas ni modificadas por la estipulación precedente.

## Reacción británica
Como señaló Werner E. Mosse, el gobierno británico, bajo el mando del primer ministro William Ewart Gladstone, se enfrentó a una agitación pública alimentada por los medios de comunicación y la oposición política. La respuesta británica a la denuncia unilateral de Rusia de las cláusulas del Mar Negro reveló profundas tensiones entre los principios de política exterior, los intereses de la política de poder y la opinión pública.
La prensa británica y sectores de la élite política condenaron la acción rusa como una violación del tratado y exigieron una postura firme. Periódicos conservadores como el Standard (alineado con Benjamin Disraeli) y el Morning Post (tradicionalmente palmerstoniano) denunciaron el repudio como un ataque a la "santidad de los tratados internacionales". Sin embargo, esta indignación fue selectiva: el propio Tratado de París había sido un diktat impuesto por las potencias vencedoras a Rusia tras su derrota en la Guerra de Crimea. 
Incluso políticos británicos como Lord Russell (ministro de Asuntos Exteriores durante la Guerra de Crimea) admitieron que las cláusulas habían sido poco realistas desde el principio. Gran Bretaña había ignorado previamente otros tratados, como el socavamiento del Congreso de Viena (1815) para apoyar movimientos nacionalistas en Italia o Alemania. En este contexto, el repentino énfasis en la "fidelidad al tratado" resultó poco convincente.
La preparación bélica de círculos conservadores y de parte de los medios de comunicación se basó en apelaciones emocionales al honor británico y su estatus de gran potencia: Benjamin Disraeli y sus partidarios instrumentalizaron la Guerra de Crimea para difamar al gobierno de Gladstone tachándolo de "débil". 
Invocaron el "sacrificio de sangre" de los soldados británicos, pero ignoraron que la Guerra de Crimea había sido muy controvertida a nivel nacional y que pacifistas como John Bright la criticaron como una "guerra sin sentido". The Times y Pall Mall Gazette enmarcaron la crisis como una amenaza existencial, a pesar de que las cláusulas del Mar Negro afectaban principalmente a los intereses otomanos. La retórica sirvió menos para defender el derecho internacional que para debilitar a Rusia y preservar las esferas de influencia británicas.
La prensa británica desempeñó un papel central en la escalada de tensiones: medios como Pall Mall Gazette exigieron un ultimátum a Rusia y Prusia, a pesar de la falta de preparación militar británica. The Times fomentó estereotipos rusófobos ("agresión eslava"), mientras que voces moderadas como el Daily News advirtieron contra la histeria bélica. La supuesta "fiebre bélica" fue exagerada por los medios conservadores para presionar al gobierno de Gladstone. La reina Victoria intervino personalmente, instando a la moderación y condenando el frenesí público como irresponsable.

## Resolución política
A pesar de la presión pública, Gladstone apostó por una diplomacia pragmática: rechazó los preparativos militares y priorizó las negociaciones. Este enfoque fue apoyado por pacifistas como John Bright, quien advirtió que la guerra desperdiciaría sangre y dinero en disputas despóticas triviales. 
La crisis se apaciguó gracias a la mediación de Otto von Bismarck, quien promovió una conferencia internacional. La Conferencia de Londres (1871) derogó formalmente las cláusulas del Mar Negro, pero reafirmó la "inviolabilidad de los tratados", un resultado que puso de manifiesto la hipocresía del debate: los tratados eran vinculantes solo mientras sirvieran a los intereses de las grandes potencias.

## Evaluación de Bismarck
Bismarck, quien propuso la conferencia, reflexionó en sus memorias sobre el momento oportuno para asegurar la buena voluntad de Rusia:

En Rusia, los sentimientos personales de Alejandro II —no solo su afecto familiar por su tío [el rey Guillermo I de Prusia], sino también su postura antifrancesa— nos dieron seguridad... Fue un golpe de suerte que la situación nos permitiera complacer a Rusia en lo referente al Mar Negro. [...] El año 1870 presentó la oportunidad de servir tanto a la dinastía como al Imperio ruso al abordar las estipulaciones políticamente irracionales e insostenibles que restringían la soberanía de Rusia sobre sus costas del Mar Negro.

Sobre el Tratado de París:

Estas fueron las disposiciones más ineptas de la Paz de París. A una nación de cien millones no se le puede negar perpetuamente el derecho natural de soberanía sobre sus propias costas. La servidumbre impuesta al territorio ruso fue una humillación intolerable para una gran nación. Aquí residía una oportunidad para fortalecer nuestras relaciones con Rusia.

Respecto al origen de la denuncia de Rusia (la iniciativa de la llamada "cláusula Pontus"):

El príncipe Gorchakov aceptó con reticencia las propuestas que exploré en este sentido.

 (Nota del editor en la edición popular de las memorias: Estas comunicaciones revelan que el despacho de Gorchakov del 31 de octubre de 1870 [Archivos Estatales XX 111 n.° 4223] surgió por instigación prusiana.)
Bismarck enfatizó que Prusia pasó por alto la "vanidad patológica" de Gorchakov para avanzar la iniciativa, aprovechando el momento geopolítico para fortalecer la alianza de Prusia con Rusia mientras mantenía la neutralidad británica.

## Literatura
- Mosse, WE, «Opinión pública y política exterior: El público británico y el temor a la guerra de noviembre de 1870». The Historical Journal , vol. 6, n.º 1, 1963, pp. 38-58. JSTOR , http://www.jstor.org/stable/3020549 . Consultado el 13 de mayo de 2025.